# بلاترسكي

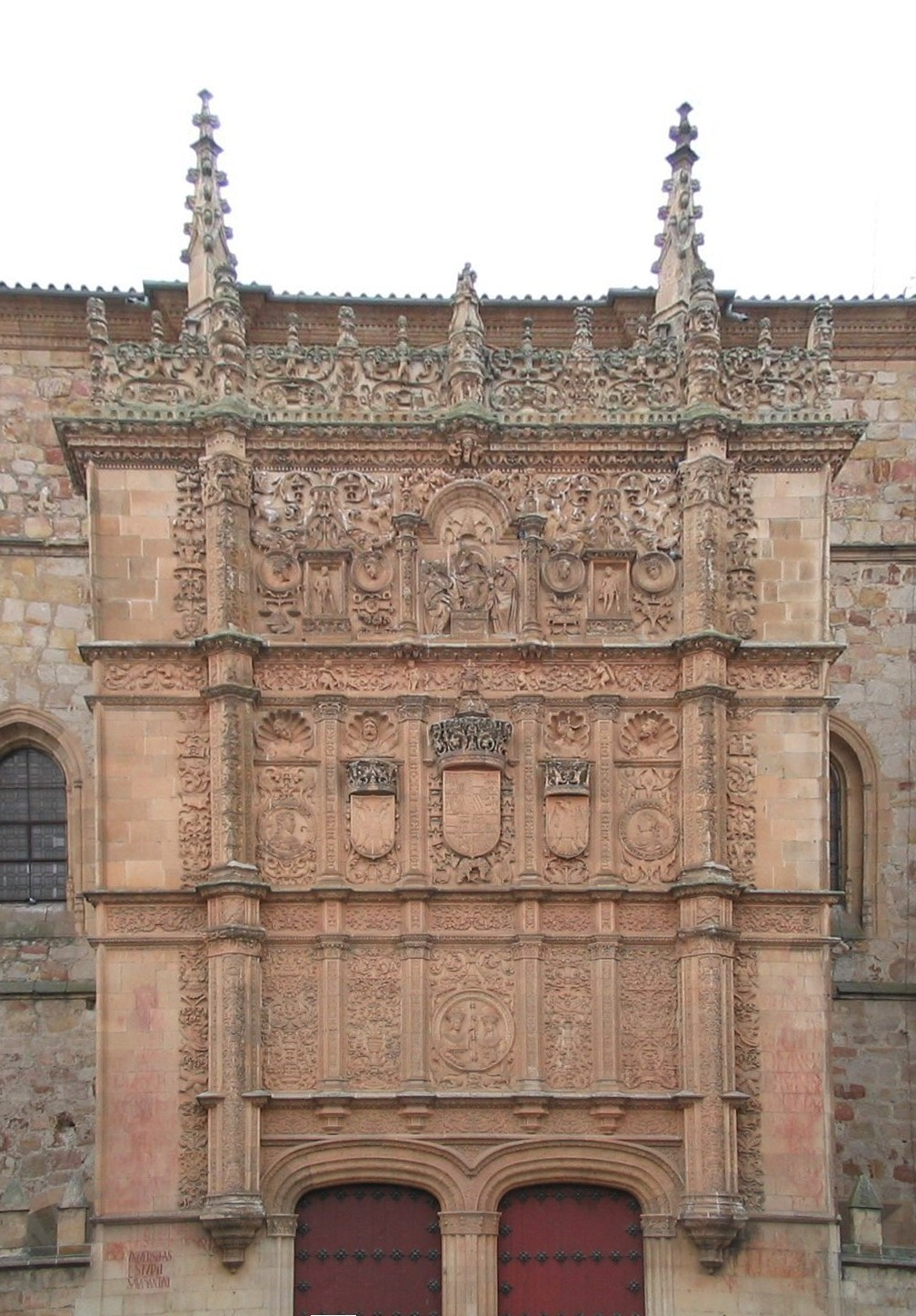
واجهة جامعة سلامنكا

مصطلح بلاترسكي (بالإسبانية: Plateresco)‏ الذي يعني «بطريقة صائغ الفضة»، هو عبارة عن حركة فنية، وبشكل خاص معمارية تطورت في إسبانيا وتبعياتها وظهرت بين القوطية المتأخرة وعصر النهضة المبكر في أواخر القرن الخامس عشر، وانتشرت على مدى القرنين اللاحقين. الحركة عبارة عن تعديل للمفاهيم الفراغية القوطية ومزيج انتقائي من العناصر الزخرفية التي تنتمي لكل من الفن المدجن والأسلوب اللهبي القوطي والأسلوب اللومباردي، بالإضافة إلى عناصر عصر النهضة من أصل توسكاني.
من الأمثلة على هذا التوفيق، تضمين الدروع والصهوات في الواجهات والأعمدة التي بُنيت بطريقة عصر النهضة الكلاسيكية الجديدة والواجهات المقسمة إلى ثلاثة أجزاء (في عمارة عصر النهضة، تُقسم إلى قسمين). وصل الأسلوب البلاترسكي إلى ذروته في عهد كارلوس الخامس، الإمبراطور الروماني المقدس، خاصة في سلامنكا، ولكنه ازدهر أيضًا في مدن أخرى من شبه الجزيرة الأيبيرية مثل ليون وبرغش وفي أراضي إسبانيا الجديدة التي أصبحت المكسيك اليوم.
اعتبر العديد من الباحثين أن الأسلوب البلاترسكي هو أسلوب لعصر النهضة، وساد هذا الاعتقاد حتى العصر الحالي، بينما يعتبره آخرون أسلوبًا خاصًا وأحيانًا يُلقب بما قبل النهضة، حتى أن البعض يسميه أسلوب النهضة الأولى في رفض لاعتباره أسلوبًا في حد ذاته، ولكن لتمييزه عن أعمال عصر النهضة غير الإسبانية.
يتميز الأسلوب بواجهات زخرفية منمقة مغطاة بتصاميم الأزهار والثريات والفيستون (حلية غصنية زهرية) ومخلوقات رائعة وجميع أشكال التكوينات. مع ذلك يُعد الترتيب الفراغي في هذا الأسلوب أكثر وضوحًا منه في القوطية. كان التركيز على أجزاء محددة وأبعادها، دون إحداث تغييرات هيكلية في الأسلوب النمط القوطي، السبب وراء اعتبار هذا الأسلوب مجرد اختلاف في أسلوب عصر النهضة. استحوذ الأسلوب البلاترسكي في اسبانيا الجديدة على تكوين خاص به، وتمسك بشدة بإرثه المدجن وامتزج مع التأثيرات الأمريكية الأصلية.
يُلاحظ بشدة تطور الأسلوب في اسباني في مدينة سلامنكا، على الرغم من وجود أمثلة في معظم مناطق البلاد.
مع صعود التاريخانية في القرن التاسع عشر، جرى إحياء للأسلوب البلاترسكي المعماري تحت اسم أسلوب مونتيري.

## أصل الكلمة
جاء مصطلح البلاترسكي من تجارة الفضة. استخدمه دييغو أورتيز دي زونيغا للمرة الأولى، مطلقًا إياه على الكنيسة الملكية لكاتدرائية إشبيلية في القرن السابع عشر.

## مشكلة المنطقة الجغرافية والاعتبارات كأسلوب
اعتُبر الأسلوب البلاترسكي تقليديًا أنه أسلوب «إسباني» بشكل حصري، وهو مصطلح يُطلق على العمارة في الأراضي الإسبانية التي يسيطر عليها التاج الإسباني في الفترة بين القرنين الخامس عشر والسابع عشر. بدأ التشكيك في هذه الأدلة الجغرافية بحلول منتصف القرن العشرين، بفعل جدال العديد من المؤلفين وخاصة كامون أزنار (1945) وروزنتال (1958) اللذين عرفا الأسلوب البلاترسكي بشكل عام على أنه مزيج وحدوي من العناصر القوطية والإسلامية وعناصر عصر النهضة. لا يعتبر أزنار الأسلوب البلاترسكي كما يُشار إليه على أنه من عصر النهضة، ويؤكد روزنتال على ارتباط الأسلوب ببعض المباني في دول أوروبية أخرى، فرنسا والبرتغال بشكل أساسي ومباني في ألمانيا أيضًا.
تُبرز هذه المشكلة عدم دقة مصطلح البلاترسكي والصعوبات الكامنة في استخدامه لوصف منتجات من فترة الخلط والانتقال بين الأساليب، خاصة أنها تتميز بالإسراف في الزخارف مما يوحي بمحاولة إخفاء فشل المعماريين الإسبان في تطوير أفكار إنشائية وفراغية جديدة. اقتُرح حل لهذه المشكلة من خلال تحديد ما يُسمى البلاترسك كبديل للزخرفة القوطية بزخارف مستوحاة من أعمال الإيطالي سيباستيانو سيرليو.
مع ذلك، يجب على أي حجة مقنعة الاعتراف بأن الأسلوب البلاترسكي أو ما قبل عصر النهضة، كان عبارة عن حركة فنية استجابت لمطالب الطبقات الحاكمة في إسبانيا الإمبراطورية، التي كانت قد انتهت للتو من حروب الاسترداد وبدأت باستعمار الأمريكيتين. كان الإسبان حينها يطورون وعيًا لقوتهم وثروتهم المتزايدة، وأطلقوا في هذه الوفرة فترة من بناء الآثار العظيمة لترمز لذلك، وهي التي أصبحت اليوم كنوزًا وطنية.